# Fengcheng (Jiangxi)
Pour les articles homonymes, voir Fengcheng.
Fengcheng (丰城 ; pinyin : Fēngchéng) est une ville de la province du Jiangxi en Chine. C'est une ville-district placée sous la juridiction de la ville-préfecture de Yichun.

## Démographie
La population du district était de 1 194 733 habitants en 1999.

## Économie
Fengcheng est située dans un bassin d'extraction de houille.